# Дмитриенко, Дмитрий Владимирович
Дми́трий Влади́мирович Дмитрие́нко (род. 17 августа 1963, Наманган, СССР) — российский государственный деятель. Губернатор Мурманской области (2009—2012).

## Биография
Имеет 2 высших образования: по специальности «вооружение кораблей» (Военно-морское училище подводного плавания им. Ленинского комсомола, 1985) и по специальности «государственное и муниципальное управление» (Северо-Западная академия государственной службы, 1999).
В период с 1992 года по 2004 год занимался бизнесом, в 1999—2000 годах являлся советником губернатора Красноярского края. С 2004 по 2006 год занимал должность помощника руководителя Федерального агентства морского и речного транспорта. С 2006 по 2008 год — заместитель руководителя Федерального агентства морского и речного транспорта по вопросам экономики и финансов. С 2008 по 2009 год работал заместителем руководителя Федерального агентства по рыболовству по вопросам развития инфраструктуры и флота.
21 марта 2009 года после добровольной отставки Юрия Евдокимова президент России Дмитрий Медведев предложил Дмитрия Дмитриенко на пост губернатора. 25 марта был наделён полномочиями губернатора Мурманской области сроком на 5 лет.
С 16 июня по 18 декабря 2010 — член президиума Государственного совета Российской Федерации.
4 апреля 2012 года президент России Дмитрий Медведев подписал указ о досрочном прекращении полномочий губернатора Мурманской области Дмитрия Дмитриенко с формулировкой «по собственному желанию».
В январе 2013 года кандидатура Дмитриенко предложена в состав совета директоров "Аэрофлота".
Служил в составе Вооружённых Сил СССР, прописан в городе Североморске. Женат, имеет сына. Награждён медалью «70 лет Вооружённых Сил СССР», медалью «Адмирал Кузнецов» Министерства обороны России.